# Mitlödi
Mitlödi is een plaats en voormalige gemeente in het Zwitserse kanton Glarus, en maakt sinds 1 januari 2011 deel uit van de gemeente Glarus Süd.

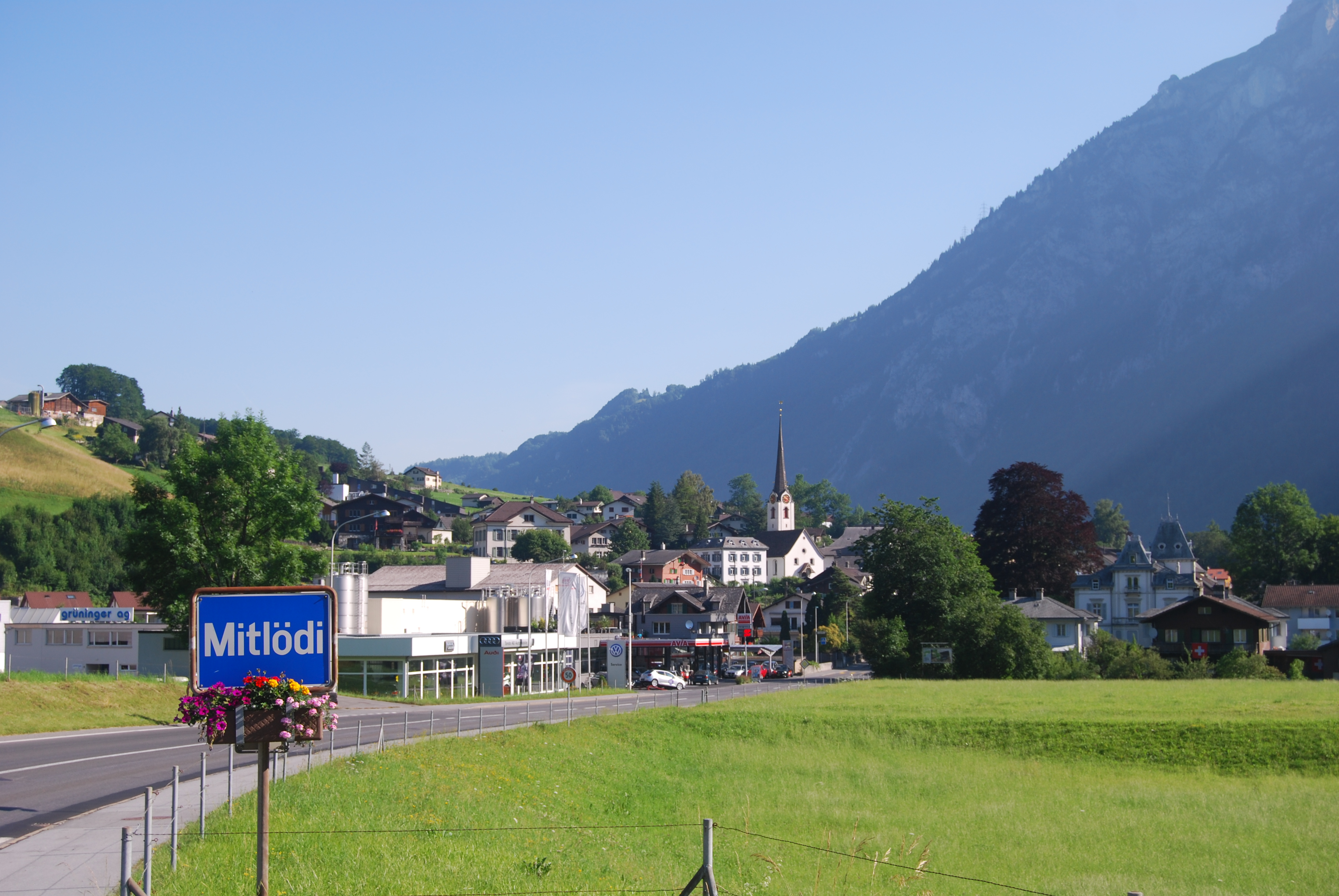
Mitlödi

## Verkeer en vervoer

### Spoorwegen
Mitlödi heeft een station, station Mitlödi, aan de spoorlijn Ziegelbrücke - Linfhal
- Historisch woordenboek van Zwitserland: 000773
- Virtual International Authority File: 242749105